# Rocinela insularis
Rocinela insularis är en kräftdjursart som beskrevs av Schioedte och Frederik Vilhelm August Meinert1879. Rocinela insularis ingår i släktet Rocinela och familjen Aegidae.
Artens utbredningsområde är Mexikanska golfen. Inga underarter finns listade i Catalogue of Life.